# Гравина, Альфредо Данте
Альфреде Гравина Данте (исп. Alfredo Dante Gravina; 31 октября 1913, Такуарембо — 1995, Монтевидео) — уругвайский писатель
, публицист, журналист, общественный и политический деятель. С его именем связано становление литературы социалистического реализма в Уругвае.

## Биография
Родился в городке Такуарембо на севере Уругвая. Детство и юношеские годы провёл в скотоводческих латифундиях, где работал пеоном и потому хорошо знал условия жизни и труда крестьян. Окончив среднюю школу, переехал в Монтевидео, чтобы изучать право, но учёбу не закончил. Работая в банке, работал актером в независимом театре, а также основал и руководил газетой Gaceta de Cultura, которая выходила в Монтевидео между сентябрем 1955 и апрелем 1957 года. Сотрудничал в газетах El Popular и La Hora Popular. Член Коммунистической партии Уругвая .
Литературную деятельность начал как автор рассказов. Роман «Границы, открытые ветру» (1951, рус. пер. 1954) содержит картину социальной борьбы в скотоводческих хозяйствах Уругвая. Романы «Единственный путь» (1958), «От страха к гордости» (1959, рус. пер. 1962), «Время наверх» (1964), а также рассказы посвящены изображению национальной жизни Уругвая и борьбе его народа. Работы Гравины были переведены на ряд иностранных языков, включая немецкий, русский, украинский, болгарский, румынский, словацкий и китайский.
Активный общественный деятель. Итогом его поездок по СССР и странам народной демократии явились публицистика и книги «Путешествие по СССР и Чехословакии» (1955), «Знакомство с Румынией» (1956).

## Избранные произведения
- Кровь в борозде (Sangre en los surcos, 1938)
- Время пения (La hora del canto, 1941)
- Необычный конец обычного человека (El extraordinari fin de un hombre vulgar, 1942)
- История одной истории (Historia de una historia, 1944)
- Макадам (Macadam, 1948)
- Хроника путешествия в СССР и Чехословакию (Crónica de un viaje por la URSS y Checoslovaquia, 1955)
- Границы открыты ветрам (Fronteras al viento, 1951)
- Сельский репортаж из Каньяда Гранде (Reportaje campesino en Cañada Grande, 1956)
- El único camino (1958)
- От страха к гордости (Del miedo al orgullo, 1959)
- Улыбка доброго соседа (La sonrisa del buen vecino, 1960)
- Los ojos del monte y otros cuentos (1962)
- Tiempo arriba (1962)
- Шесть пар ботинок (Seis pares de zapatos, 1964)
- Brindis por el hongaro (1969)
- Sus mejores cuentos (1969)
- Остров (La isla, 1970)
- Despegues (1974)
- Музыка и доллары (Música y долларов, 1986)